# Hendrik van de Hulst
Hendrik Christoffel van de Hulst, född den 19 november 1918 i Utrecht, Nederländerna, död den 31 juli 2000 i Leiden, var en holländsk astronom och matematiker, som framför allt undersökte den interstellära materien.

## Biografi
van de Hulst kunde, som student vid Universitetet i Utrecht, redan 1944 förutsäga förekomsten av en emissionslinje med 21 cm våglängd från det interstellära vätet, vilket bekräftades genom observationer 1951.
Efter upptäckten av denna linje arbetade han tillsammans med Jan Oort och Christiaan Alexander Muller med försök att använda radioastronomi för att kartlägga neutral vätgas i vår galax, Vintergatan, och då avslöjade dennas spiralstruktur.
van de Hulst tillbringade större delen av sin karriär vid universitetet i Leiden fram till sin pensionering 1984. Han hade en omfattande publicering av resultat inom astronomin och arbetade främst med solens korona och med interstellära moln. Efter 1960 var han ledare för internationella rymdforskningsprojekt.

## Utmärkelser
- Henry Draper.medaljen av National Academy of Sciences (1955)[12]
- Eddington-medaljen av Royal Astronomical Society (1955)
- Bruce-medaljen av Astronomical Society of the Pacific (1978)[13]
- Karl Schwarzschild-medaljen av  Astronomische Gesellschaft.
- Asteroiden 2413 van de Hulst[14]